# 포폴로 광장

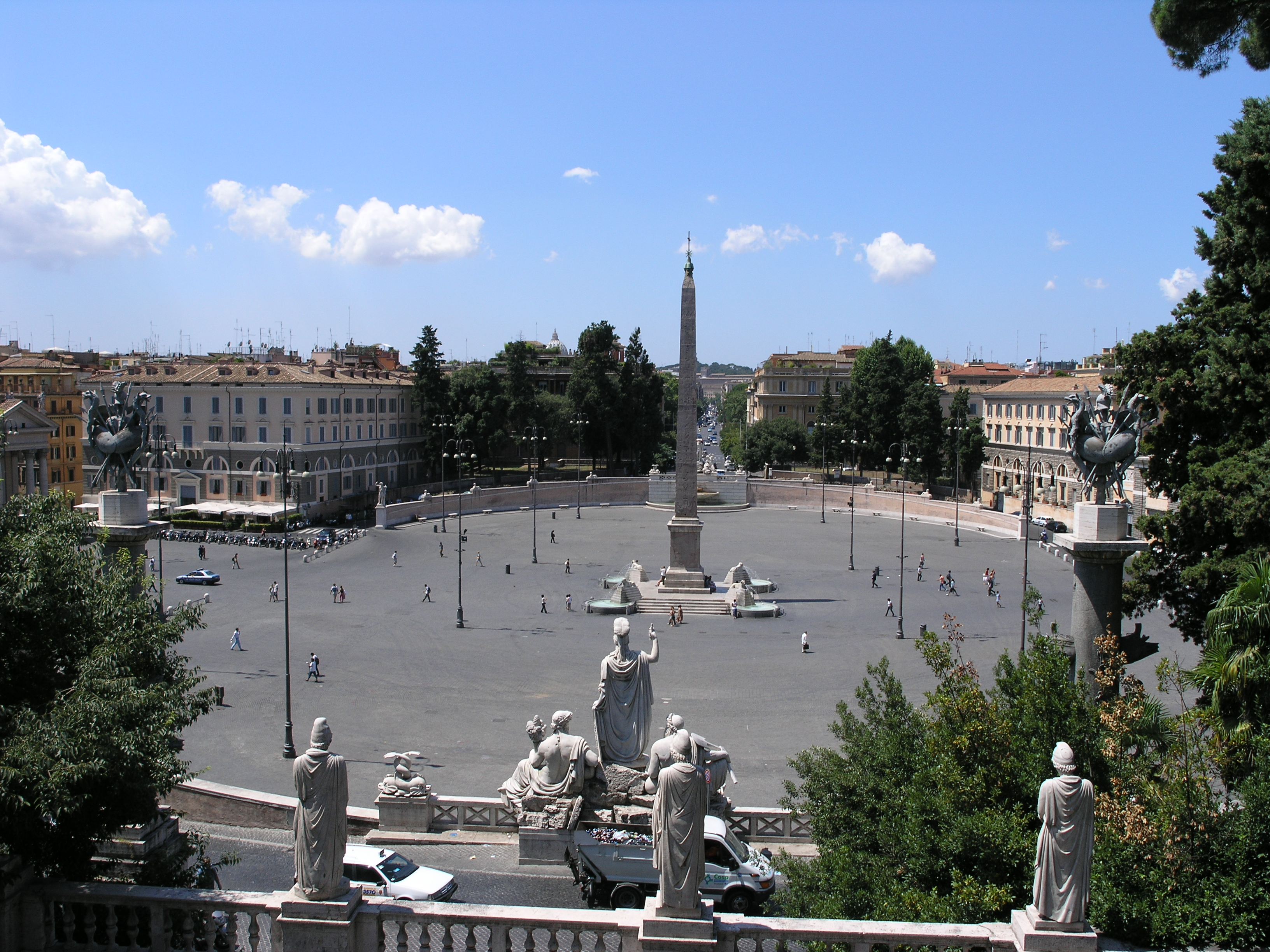
포폴로 광장

포폴로 광장(Piazza del Popolo)은 이탈리아 로마에 있는 광장으로, 핀초 언덕과 테베레강 사이에 있다. '민중의 광장'이라는 뜻이며 광장 한가운데는 아우구스투스가 기원전 1세기에 이집트를 정복한 것을 기념해 가져온 36m 높이의 플라미니오 오벨리스크가 세워져 있다.
남쪽으로는 코르소 거리, 바부이노 거리, 리페타 거리가 세 갈래로 뻗어 나가며, 광장 남족에는 쌍둥이 성당 산타 마리아 데이 미라콜리와 산타 마리아 인 몬테산토가 나란히 서 있다.
광장 북쪽에 있는 포폴로 문은 교황 피우스4세가 16세기에 건설했으며 100년 후 스웨덴 크리스티나 여왕을 맞기 위해 베르니니가 새롭게 장식했다. 크리스티나 여왕은 30년 전쟁을 종식시키고 스웨덴의 예술과 학문을 부흥안 인물이었으나, 왕좌를 버리고 가톨릭으로 개종해 로마에 정착했다. 이 일은 루터와 칼뱅의 종교개혁으로 교황청의 권위가 훼손되던 시기에 벌어진 일이었기에 가톨릭을 홍보하는 데 큰 도움이 되었다.
포폴로 문은 테르미니역이 완성되기 전까지 로마로 들어오는 사람이 가장 먼저 거쳐야 하는 관문이었는데, 실제로 기원전 220년경 만들어진 플라미니아 가도의 출입구였다. 플라미니아 가도는 포로 로마노까지 직선으로 이어졌는데, 이는 현재 코르소 거리로 바뀌었다. 크리스티나 여왕 외에 몽테뉴, 괴테 등 유럽의 명사들도 이곳을 거쳐 로마를 방문했다.

## 교통
Mesto A선 플라미노(Flamino) 역에서 '포폴로 광장(P.del Popolo)' 방면 출구로 나가면 포폴로 문이 보인다. /트레비 분수를 바라보고 왼쪽 길로 2분 정도 걷다가 넓은 도로인 코르소 거리(Via del Corso)'가 나오면 우회전해 길을 따라 도보 10분. 전체 도보 12분